# Instinct (2019)
Instinct is een Nederlandse film uit 2019, geregisseerd door Halina Reijn.

## Verhaal
Het verhaal speelt zich af in een psychiatrische inrichting, waar behandelaar Nicoline (Carice van Houten) pas is komen werken. Ze krijgt daar te maken met een aan haar toegewezen patiënt genaamd Idris (Marwan Kenzari), deze man heeft een notoir verleden achter de rug van "herhaaldelijke seksuele delicten met extreem gewelddadig karakter". De meeste behandelaars lijken tevreden met het gedrag van Idris en durven het aan om hem met proef op onbegeleid verlof te laten gaan. Nicoline is hier niet zo zeker van en er ontstaat een duistere spanning tussen haar en Idris, waarbij zij uit haar professionele rol stapt.

## Rolverdeling
- Carice van Houten als Nicoline
- Marwan Kenzari als Idris
- Marie-Mae van Zuilen als Marieke
- Pieter Embrechts als Alex
- Ariane Schluter als de directrice

## Productie
De film had als internationale werktitel Locus of Control en was een van de openingsfilms op het Nederlands Film Festival in Utrecht op 27 september 2019. De film ging op 12 augustus 2019 in première op het Internationaal filmfestival van Locarno en ontving er goede kritieken.. De film werd gekozen als de Nederlandse inzending voor Oscars.

## Prijzen en nominaties
- 2019: Filmfestival van Londen, Sutherland Award - First Feature Competition (Halina Reijn) Genomineerd
- 2019: Gouden Film, 100.000 bezoekers in de bioscoop (Halina Reijn, Arnold Heslenfeld, Laurette Schillings, Frans van Gestel & Carice van Houten) Gewonnen
- 2019: Internationaal filmfestival van Chicago, Gouden Hugo -  New Directors Competition (Halina Reijn) Genomineerd
- 2019: Internationaal filmfestival van Locarno, Swatch Art Peace Hotel Award - Speciale vermelding (Halina Reijn) Gewonnen
- 2019: Internationaal filmfestival van Locarno, Variety Piazza Grande Award (Halina Reijn) Gewonnen
- 2019: Les Arcs Film Festival, Cineuropa-prijs (Halina Reijn) Gewonnen
- 2019: Les Arcs Film Festival, Jonge juryprijs (Halina Reijn) Gewonnen
- 2019: Les Arcs Film Festival, Kristal pijl - Beste verhalende speelfilm (Halina Reijn) Genomineerd
- 2020: Europese filmprijzen, European Film Award - European Discovery (Halina Reijn) Genomineerd
- 2020: Miami Film Festival, Jordan Ressler First Feature Award (Halina Reijn) Genomineerd
- 2020: Nederlands Film Festival, Gouden Kalf voor beste acteur (Marwan Kenzari) Genomineerd
- 2020: Nederlands Film Festival, Gouden Kalf voor beste actrice (Carice van Houten) Genomineerd
- 2020: Nederlands Film Festival, Gouden Kalf voor beste scenario (Esther Gerritsen & Halina Reijn) Genomineerd
- 2020: Palm Springs International Film Festival, FIPRESCI Prize for Best Foreign Language Film (Halina Reijn) Genomineerd